# Hilmar Leon Jakobsen
Hilmar Leon Jakobsen (Tórshavn, 2 agosto 1997) è un ex calciatore faroese, di ruolo attaccante.
Jakobsen gioca sia a calcio che a pallamano. Ha vestito la maglia del club H71 e della nazionale.

## Carriera

### Club
Jakobsen è cresciuto calcisticamente nelle giovanili dell'HB Tórshavn, esordendo in prima squadra il 29 settembre 2013 in occasione della partita vinta per 6-0 contro lo 07 Vestur, mettendo a segno il gol del 5-0.

### Nazionale
A livello giovanile, Jakobsen ha rappresentato le Fær Øer Under-17 e Under-19. L'11 novembre 2020 ha esordito in nazionale maggiore, quando è stato schierato titolare nella sconfitta per 2-1 arrivata contro la Lituania.

## Statistiche

### Cronologia presenze e reti in nazionale
| Cronologia completa delle presenze e delle reti in nazionale ― Fær Øer | Cronologia completa delle presenze e delle reti in nazionale ― Fær Øer | Cronologia completa delle presenze e delle reti in nazionale ― Fær Øer | Cronologia completa delle presenze e delle reti in nazionale ― Fær Øer | Cronologia completa delle presenze e delle reti in nazionale ― Fær Øer | Cronologia completa delle presenze e delle reti in nazionale ― Fær Øer | Cronologia completa delle presenze e delle reti in nazionale ― Fær Øer | Cronologia completa delle presenze e delle reti in nazionale ― Fær Øer |
| Data                                                                   | Città                                                                  | In casa                                                                | Risultato                                                              | Ospiti                                                                 | Competizione                                                           | Reti                                                                   | Note                                                                   |
| ---------------------------------------------------------------------- | ---------------------------------------------------------------------- | ---------------------------------------------------------------------- | ---------------------------------------------------------------------- | ---------------------------------------------------------------------- | ---------------------------------------------------------------------- | ---------------------------------------------------------------------- | ---------------------------------------------------------------------- |
| 11-11-2020                                                             | Vilnius                                                                | Lituania                                                               | 2 – 1                                                                  | Fær Øer                                                                | Amichevole                                                             | -                                                                      | 31’                                                                    |
| 14-11-2020                                                             | Riga                                                                   | Lettonia                                                               | 1 – 1                                                                  | Fær Øer                                                                | UEFA Nations League 2020-2021 - 1º turno                               | -                                                                      | 83’                                                                    |
| 17-11-2020                                                             | Ta' Qali                                                               | Malta                                                                  | 1 – 1                                                                  | Fær Øer                                                                | UEFA Nations League 2020-2021 - 1º turno                               | -                                                                      | 81’                                                                    |
| Totale                                                                 |                                                                        | Presenze                                                               | 3                                                                      |                                                                        | Reti                                                                   | 0                                                                      |                                                                        |